# På norsk
På norsk är ett album från 2007 av dansbandet Streaplers. Albumet släpptes först i Norge, där Streaplers länge varit populära, och innehåller inspelningar på norska av några av bandets stora hitlåtar. Kjetil Granli, sångare och trummis i Streaplers, har norskt påbåra. Albumet producerades av Anders Larsson. Den 26 juni 2007 släpptes albumet även i Sverige.

## Låtlista
1. Ta det rolig
2. Mot ett nytt liv for meg
3. Så lenge hjertet slår
4. Gi meg mine pengar nå
5. På villeste toten
6. Diggy liggy
7. Du må ha det riktigt godt
8. Hva har du under blusen, Rut? (Va' har du under blusen Rut?)
9. Elsker, elsker ikke
10. Min barndoms grønne dal
11. Like bra som jeg
12. En slant til trikken hjem
13. Til min kjære (Till min kära)